# Samuel Lew
Samuel Lew (Szmul) (ur. 1864 w Słonimie, zm. 30 grudnia 1942 w Łodzi) – księgowy, działacz społeczny i oświatowy w Łodzi, ofiara Holocaustu.

## Biogram
Urodził się w Słonimie, syn Mosze Mordechaja Jeruchamesa, uważanego za jednego z intelektualnych przywódców lokalnej społeczności żydowskiej.
Około 1900 r. przybył do Łodzi. Działał w kilku organizacjach syjonistycznych: organizacji „Chowewei Syjon” (Miłośnicy Syjonu), współdziałając z jednym z założycieli Żydowskiego Towarzystwa Terytorialno-Syjonistycznego, znanym kaznodzieją Izraelem Jelskim.
W 1902 r., wraz z Józefem Urysonem i Akibą Wajsem, założył Stowarzyszenie „Oheljakob”, które przez wiele lat odgrywało znaczącą rolę w upowszechnianiu języka i literatury hebrajskiej.
Stowarzyszenia: „Haibri Hacair”, „Chocwaj-Sfas-Eiwer” (miłośnicy języka hebrajskiego) i „Sfat ewer”, w których był prezesem lub członkiem zarządu służyły podobnym celom.
Był współzałożycielem Gimnazjum Hebrajskiego „Jabne” w Łodzi przy ul. Cegielnianej (obecnie ul. Stefana Jaracza) 75. Był członkiem Komisji Rewizyjnej w 1919 i 1920.
Wchodził w skład zarządu Łódzkiego Komitetu Syjonistycznego, mieszczącego się przy ul. Cegielnianej 4 (obecnie ul. Stefana Jaracza), zaś pod koniec lat 30. XX w. był członkiem Komitetu Centralnego Organizacji Syjonistycznej w Polsce.
Był w zarządzie synagogi „Ohel Jakow” (namiot Jakuba) ul. Długa 18. (obecnie Ulica Gdańska w Łodzi)
Na łamach warszawskiego dziennika syjonistycznego „Ha-Ceflra” czasami publikował artykuły na tematy ekonomii i oświaty.
W 1937 mieszkał przy ul. Cegielnianej (Jaracza) 4 – w księdze adresowej figuruje jako buchalter.
Po wybuchu II wojny światowej pozostał w Łodzi. Przez hitlerowskich okupantów był represjonowany za działalność w Organizacji Syjonistów Ogólnych: aresztowany 30 listopada 1939 r. przez gestapo, zwolniony 22 stycznia 1940 r., ale wkrótce został zamknięty w getcie, które hitlerowcy wiosną 1940 r. utworzyli dla Żydów w najbiedniejszej dzielnicy Łodzi – na Bałutach, gdzie także przed wojną było skupisko Żydów.
Zmarł w getcie 30 grudnia 1942 r. i został pochowany na cmentarzu żydowskim w Łodzi przy ul. Brackiej.
Żonaty z Rebeką (ur. 1870), miał syna Michała (ur. 1898). Ich losy nie są znane.